# Inope
Inope is een geslacht van vlinders van de familie bloeddrupjes (Zygaenidae), uit de onderfamilie Procridinae.

## Soorten
- I. fuliginosa (Moore, 1879)
- I. heterogyna Staudinger, 1887
- I. inconspicua (Strand, 1915)
- I. maerens (Staudinger, 1887)